# Драготешти (Мехединци)
Драготешти (рум. Dragotești) насеље је у Румунији у округу Мехединци у општини Прунишор. Oпштина се налази на надморској висини од 272 m.

## Становништво
Према подацима из 2002. године у насељу је живело 54 становника, од којих су сви румунске националности.